# Ian Keith

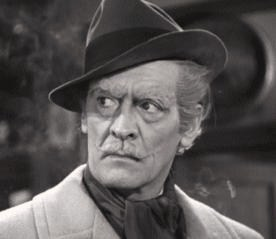
Dans Dick Tracy contre Cueball (1946)

Ian Keith est un acteur américain, de son vrai nom Keith Ross, né à Boston (Massachusetts, États-Unis) le 27 février 1899, mort d'une crise cardiaque à New York (État de New York, États-Unis) le 26 mars 1960.

## Biographie
Au cinéma, où il apparaît à partir de 1924 (il tourne une vingtaine de films muets), Ian Keith participe notamment à plusieurs réalisations de Cecil B. DeMille, depuis Le Signe de la croix en 1932, jusqu'à Les Dix Commandements en 1956 (son dernier film). Autre fait particulier, il interprète le Comte de Rochefort dans deux adaptations des Trois Mousquetaires d'Alexandre Dumas, en 1935 et en 1948.
Pour la télévision, il contribue à quelques séries entre 1949 et 1959.
Au théâtre, il joue à Broadway de 1921 à 1960.

## Filmographie partielle
Au cinéma
- 1924 : Tricheuse (Manhandled) d'Allan Dwan
- 1924 : Larmes de reine (Her Love Story) d'Allan Dwan
- 1925 : La Tour des mensonges (The Tower of Lies) de Victor Sjöström
- 1925 : L'Avalanche (Enticement) de George Archainbaud
- 1925 : L'Heure du danger (My Son) d'Edwin Carewe
- 1927 : Two Arabian Knights de Lewis Milestone
- 1927 : The Love of Sunya d'Albert Parker
- 1929 : La Divine Lady de Frank Lloyd
- 1929 : The Great Divide de Reginald Barker
- 1930 : La Piste des géants (The Big Trail) de Raoul Walsh
- 1930 : Abraham Lincoln de D. W. Griffith
- 1931 : La Courtisane (Susan Lennox : Her Rise and Fall) de Robert Z. Leonard
- 1931 : The Phantom of Paris de John S. Robertson
- 1932 : Le Signe de la croix (The Sign of the Cross) de Cecil B. DeMille
- 1933 : La Reine Christine (Queen Christina) de Rouben Mamoulian
- 1934 : Cléopâtre (Cleopatra) de Cecil B. DeMille : Octave
- 1935 : Les Trois Mousquetaires (The Three Musketeers) de Rowland V. Lee
- 1935 : Les Croisades (The Crusades) de Cecil B. DeMille
- 1936 : Marie Stuart (Mary of Scotland) de John Ford
- 1936 : L'Homme sans visage (Preview Murder Mystery) de Robert Florey
- 1938 : Les Flibustiers (The Buccaneer) de Cecil B. DeMille
- 1938 : Comet Over Broadway de Busby Berkeley
- 1940 : L'Étrangère (All this, and Heaven too) d'Anatole Litvak
- 1940 : L'Aigle des mers (The Sea Hawk) de Michael Curtiz
- 1943 : La Kermesse des gangsters (I Escaped from the Gestapo) d'Alexander Hall
- 1945 : Pavillon noir (The Spanish Main) de Frank Borzage
- 1946 : Dick Tracy contre Cueball (Dick Tracy vs. Cueball) de Gordon Douglas
- 1947 : Dick Tracy contre La Griffe (Dick Tracy's Dilemma) de John Rawlins
- 1947 : Le Charlatan (Nightmare Alley) d'Edmund Goulding
- 1947 : Ambre (Forever Amber) (non crédité) d'Otto Preminger
- 1948 : Les Trois Mousquetaires (The Three Musketeers) de George Sidney
- 1954 : Le Chevalier du roi (The Black Shield of Falworth) de Rudolph Maté
- 1955 : Le Prince des acteurs (Prince of Players) de Philip Dunne
- 1955 : Le monstre vient de la mer (It came from Beneath the Sea) de Robert Gordon
- 1955 : New York confidentiel (New York Confidential) de Russell Rouse
- 1956 : Les Dix Commandements (The Ten Commandments) de Cecil B. DeMille

## Théâtre
Pièces jouées à Broadway
- 1921 : The Silver Fox de Cosmo Hamilton, d'après Ferencz Herczeg, avec William Faversham, Violet Kemble-Cooper
- 1922 : The Czarina, adaptation de Edward Sheldon, d'après Melchior Lengyel et Lajos Biro, avec Basil Rathbone
- 1923 : Comme il vous plaira (As you Like it) de William Shakespeare, avec Walter Abel, Margalo Gillmore, Marjorie Rambeau
- 1923-1924 : Laugh, Clown, laugh ! de David Belasco et Tom Cushing, d'après Faurto Martini, avec Lionel Barrymore
- 1925-1926 : The Master of the Inn de Catherine Chisholm Cushing, d'après Robert Herrick, avec Verree Teasdale
- 1928 : The Command Performance de C. Stafford Dickens, avec Jessie Royce Landis, Ivan F. Simpson
- 1929 : Queen Bee de Louise Fox Connell et Ruth Hawthorne, avec Alan Dinehart, Brian Donlevy
- 1932 : Firebird, adaptation de Jeffrey Dell, d'après Lajos Zilahy, avec Judith Anderson, Montagu Love, Henry Stephenson
- 1933 : Hangman's Whip de Norman Reilly Raine et Frank Butler, avec Helen Flint, Montagu Love, Barton MacLane
- 1933 : Vient de paraître (Best Sellers) d'Édouard Bourdet, adaptation de Dorothy Cheston Bennett, avec Edgar Barrier, George Coulouris, Ernest Truex
- 1937 : Richard II (King Richard II) de William Shakespeare, avec Maurice Evans, Rhys Williams
- 1937 : Robin Landing de Stanley Young, avec Louis Calhern
- 1938 : A Woman's Fool - to be clever de Dorothy Bennett et Link Hannah
- 1948 : The Leading Lady de Ruth Gordon, mise en scène par Garson Kanin, avec John Carradine, Ossie Davis, Ruth Gordon
- 1953 : Touchstone de William Stucky, avec Ossie Davis
- 1956-1957 : Sainte Jeanne (Saint Joan) de George Bernard Shaw, avec Peter Falk, Alexander Scourby (en remplacement de Ian Keith), Kent Smith
- 1958 : Edwin Booth de Milton Geiger (+ musique additionnelle de Paul Bowles), costumes d'Edith Head et Leah Rhodes, mise en scène et coproduite par (et avec) José Ferrer
- 1959-1960 : The Andersonville Trial de Saul Levitt, mise en scène par José Ferrer, avec George C. Scott, Albert Dekker